# Aegimia cultrifera
Aegimia cultrifera är en insektsart som beskrevs av Carl Stål 1874. Aegimia cultrifera ingår i släktet Aegimia och familjen vårtbitare. Inga underarter finns listade i Catalogue of Life.